# Ozinki
Ozinki (en rus: Озинки) és un poble (un possiólok) de l'óblast de Saràtov, a Rússia, segons el cens del 2021 tenia 7.851 habitants. És la seu administrativa del districte municipal homònim.